# Ben Van Assche
Benoit (Ben) Charles Julie Van Assche (Elsene, 26 februari 1946) is een Belgisch bedrijfsleider en bestuurder.

## Levensloop
Benoit Van Assche studeerde voor burgerlijk ingenieur aan de Katholieke Universiteit Leuven en behaalde een MBA aan de Vlerick School voor Management. In 1970 ging hij aan de slag bij mijnbouwbedrijf Gécamines in Zaïre. Vervolgens behaalde hij een MBA aan de MIT Sloan School of Management in de Verenigde Staten en werkte hij bij Baxter International en Alcon.
Vervolgens was hij werkzaam bij Union Chimique Belge (UCB), alwaar hij van 1987 tot 1996 als lid van het executief comité verantwoordelijke was van de farmaceutische divisie. Na de verkoop van chemie-afdeling 'Surface Specialities' aan het Amerikaanse Cytec in oktober 2004, werd hij voorzitter van het nieuw gevormde Cytec Surface Specialities, een functie die hij uitoefende van februari tot oktober 2005.
In april 2005 volgde Van Assche Antoon Dieusaert als voorzitter van werkgeversorganisatie Fedichem op. Zelf werd hij in deze hoedanigheid opgevolgd door Carl Van Camp in 2006 nadat hij de chemische sector verliet. Hij maakte de overstap naar Punch Graphix, alwaar hij gedelegeerd bestuurder werd in opvolging van de overleden Dick Tilanus. In 2008 werd hij CEO van Armonea, Belgisch marktleider voor private seniorenzorg, een functie die hij uitoefende tot juni 2010. Hij werd in deze hoedanigheid opgevolgd door Arnould della Faille. Van deze onderneming was hij tevens voorzitter van de raad van bestuur.
Hij is een schoonzoon van Albert De Smaele, hoofdredacteur en uitgever van De Standaard. Van Assche is bestuurder van Cecan Media, dat een belang heeft in Mediahuis (via Corelio), uitgever van De Standaard sinds het faillissement van De Standaard in 1976.